# Подгорненский сельсовет (Уваровский район)
Подгорненский сельсовет — сельское поселение в Уваровском районе Тамбовской области Российской Федерации.
Административный центр — село Подгорное.

## История
Статус и границы сельского поселения установлены Законом Тамбовской области от 17 сентября 2004 года № 232-З «Об установлении границ и определении места нахождения представительных органов муниципальных образований в Тамбовской области».

## Население
| 2010  | 2012  | 2013  | 2014  | 2015  | 2016  | 2017  |
| ----- | ----- | ----- | ----- | ----- | ----- | ----- |
| 1250  | ↘1218 | ↘1198 | ↗2069 | ↘2039 | ↘2018 | ↘1965 |
| 2018  | 2019  | 2020  | 2021  |       |       |       |
| ↗1970 | ↘1905 | ↘1896 | ↘1830 |       |       |       |

## Состав сельского поселения
| №  | Населённый пункт  | Тип населённого пункта       | Население |
| -- | ----------------- | ---------------------------- | --------- |
| 1  | Верхнее Чуево     | село                         | ↘516      |
| 2  | Вольная Вершина   | село                         | ↘511      |
| 3  | Гусиное Стойло    | посёлок                      | 21        |
| 4  | Крутые Сланцы     | посёлок                      | 0         |
| 5  | Кузнецовка        | посёлок                      | 61        |
| 6  | Моисеево          | село                         | ↘476      |
| 7  | Подгорное         | село, административный центр | 108       |
| 8  | Чащинские Дворики | село                         | ↘120      |
| 9  | Чуево-Подгорное   | деревня                      | 450       |
| 10 | Чуевские Прудки   | посёлок                      | 1         |